# (273377) 2006 UP331
(273377) 2006 UP331 – planetoida z pasa głównego planetoid okrążająca Słońce w ciągu 3 lat i 155 dni w średniej odległości 2,27 j.a. Została odkryta 28 października 2006 roku w ramach programu Mount Lemmon Survey.